# Phasianelle de Reinwardt
Reinwardtoena reinwardti
Espèce
Synonymes
 * Reinwardtoena reinwardtii (protonyme)  

 * Reinwardtoena reinwardtsi
Statut de conservation UICN

 LC  : Préoccupation mineure
La Phasianelle de Reinwardt (Reinwardtoena reinwardti) est une espèce d'oiseau de la famille des Columbidae, auparavant classée dans le genre Macropygia.

## Description
La Phasianelle de Reinwardt mesure de 47 à 53 cm pour une masse de 210 à 305 g.
Elle présente un plumage à dominante gris bleuâtre pâle sur la tête, le cou, la poitrine (souvent teintée de rose) et les parties inférieures, plus sombre sur les flancs et sous la queue. La gorge est blanche. Le dos, le croupion et le dessus de la queue sont brun noisette.

## Répartition
Elle vit à travers les Moluques et la Nouvelle-Guinée.

## Sous-espèces
Selon le Congrès ornithologique international, il existe trois sous-espèces :
- R. r. reinwardti — (Temminck, 1824) : Moluques
- R. r. griseotincta — Hartert, 1896 : Nouvelle-Guinée, îles côtières occidentales, archipel d'Entrecasteaux
- R. r. brevis — Peters, JL, 1937 : Biak